# Rhampholyssa
Rhampholyssa là một chi bọ cánh cứng trong họ Meloidae.
Chi này được miêu tả khoa học năm 1863 bởi Kraatz.

## Các loài
Các loài trong chi này gồm:
- Rhampholyssa antennata Reitter, 1906
- Rhampholyssa stevenii (Fischer von Waldheim, 1824)